# 沼島汽船
沼島汽船株式会社（ぬしまきせん）は、兵庫県南あわじ市の海運会社。淡路島と沼島を結ぶ航路を運航している。

## 概要
1969年に福良港、土生港（灘漁港）、洲本港の各港と沼島を結ぶ定期船を運航していた3社が合併、3航路を運航する新会社して発足した。
その後、旅客減少により、福良線は1997年3月31日、洲本線は2016年3月31日に運航を終了した。その後は土生港と沼島を結ぶ灘線のみを運航している。

## 航路

### 運航中の航路
- 土生港（灘漁港） - 沼島（灘線）

所要時間10分、1日10往復を運航する。

### 過去の航路
- 洲本港 - 沼島（洲本線）

1946年12月に開設され、軍払い下げの木造貨客船「原田丸」（21総トン）が就航、1日1往復していた。末期の2006年10月以降は週3往復の運航となり、2016年3月31日に航路休止となった。洲本 - 土生間は洲本市コミュニティバス「上灘沼島線」による代替となっている。
- 福良港 - 沼島（福良線）

1997年3月31日に航路休止。

## 船舶

### 就航中の船舶

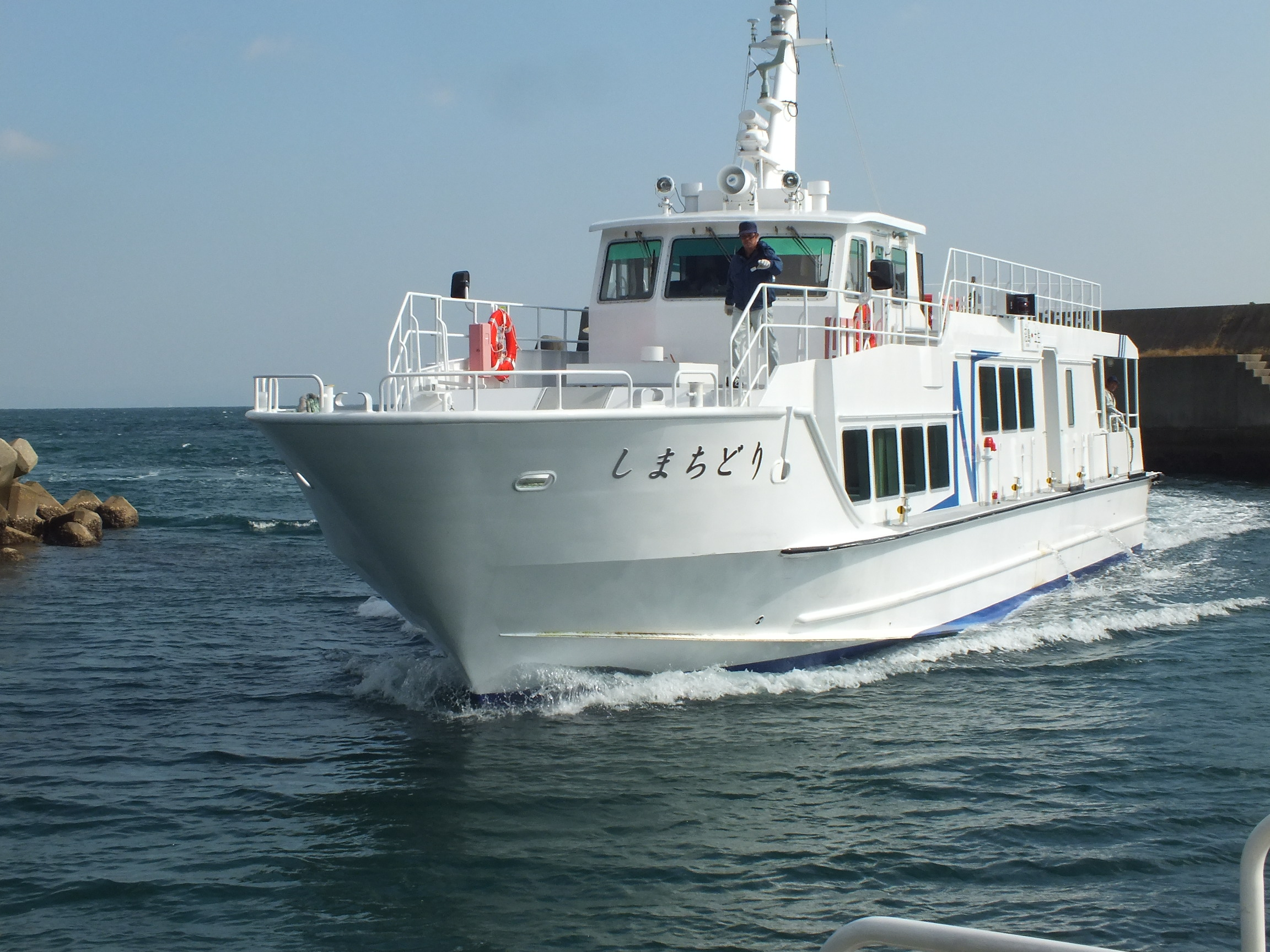
2013年4月1日就航の「しまちどり」(3代)

- しまかぜ (2代)

2004年3月竣工、増井造船所建造、鉄道建設・運輸施設整備支援機構共有
49総トン、航海速力18.0ノット、ヤンマー×2基、機関出力1,170kW、旅客定員63名
- しまちどり (3代)

2013年4月1日就航、瀬戸内クラフト建造、限定沿海、先代の「しまちどり」を代替
56総トン、全長25.90m、登録長23.21m、幅4.90m、深さ2.15m、ヤンマー6HYP-WET×2基、最大速力22.44ノット、旅客定員82名、乗組員4名

### 過去の船舶

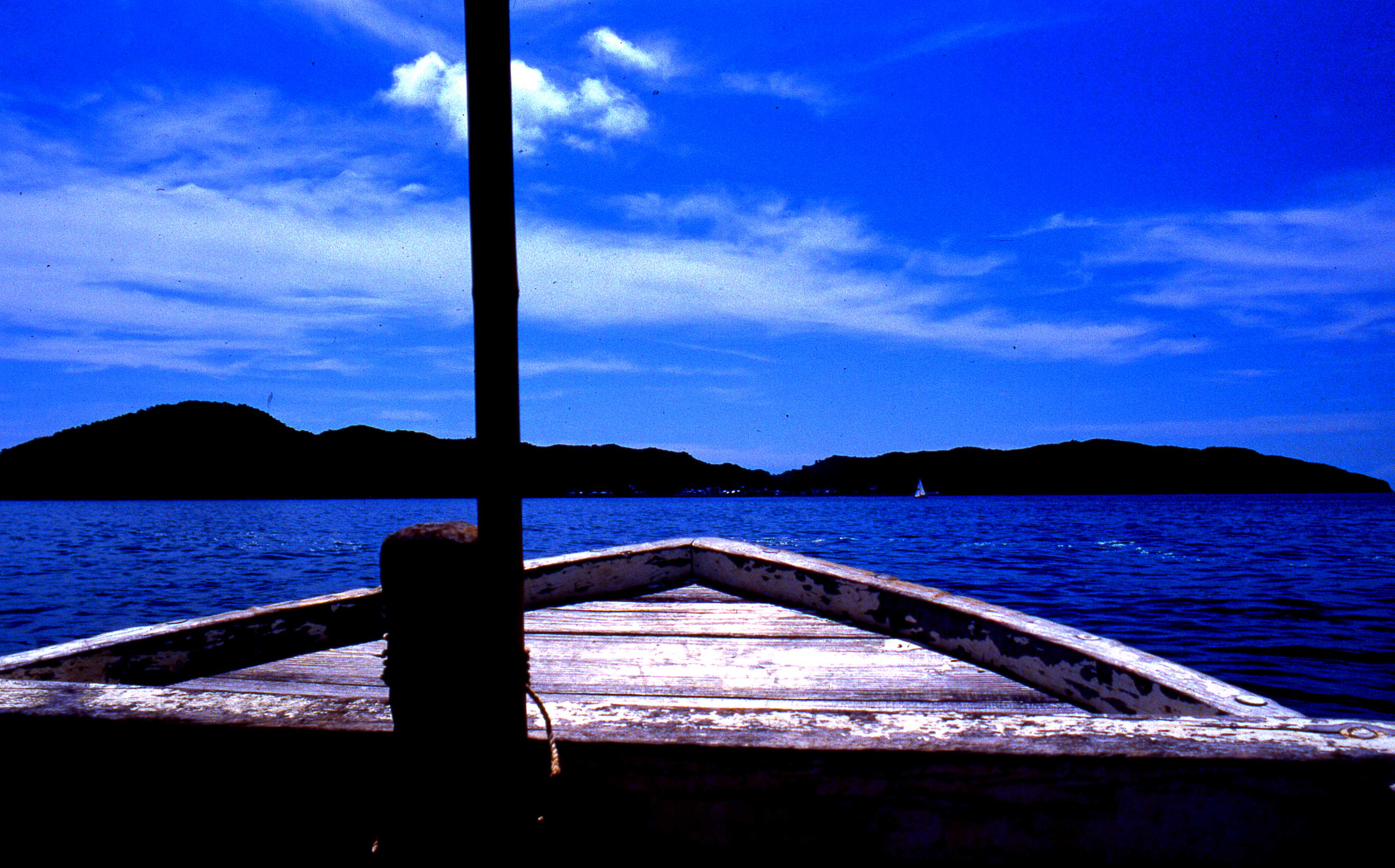
1980年代頃の木造船。小型であるためしばしば欠航した。

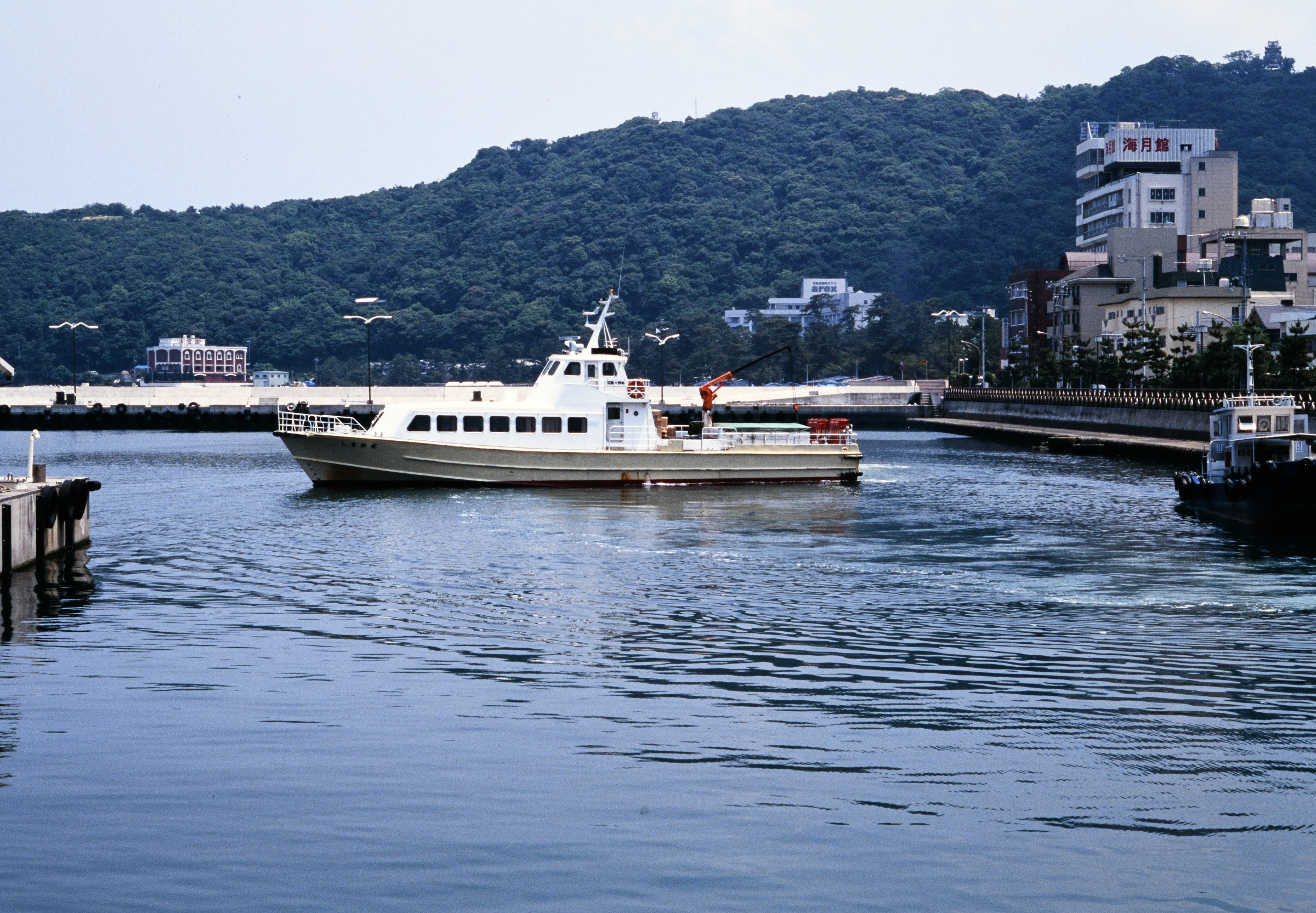
しまかぜ (初代)

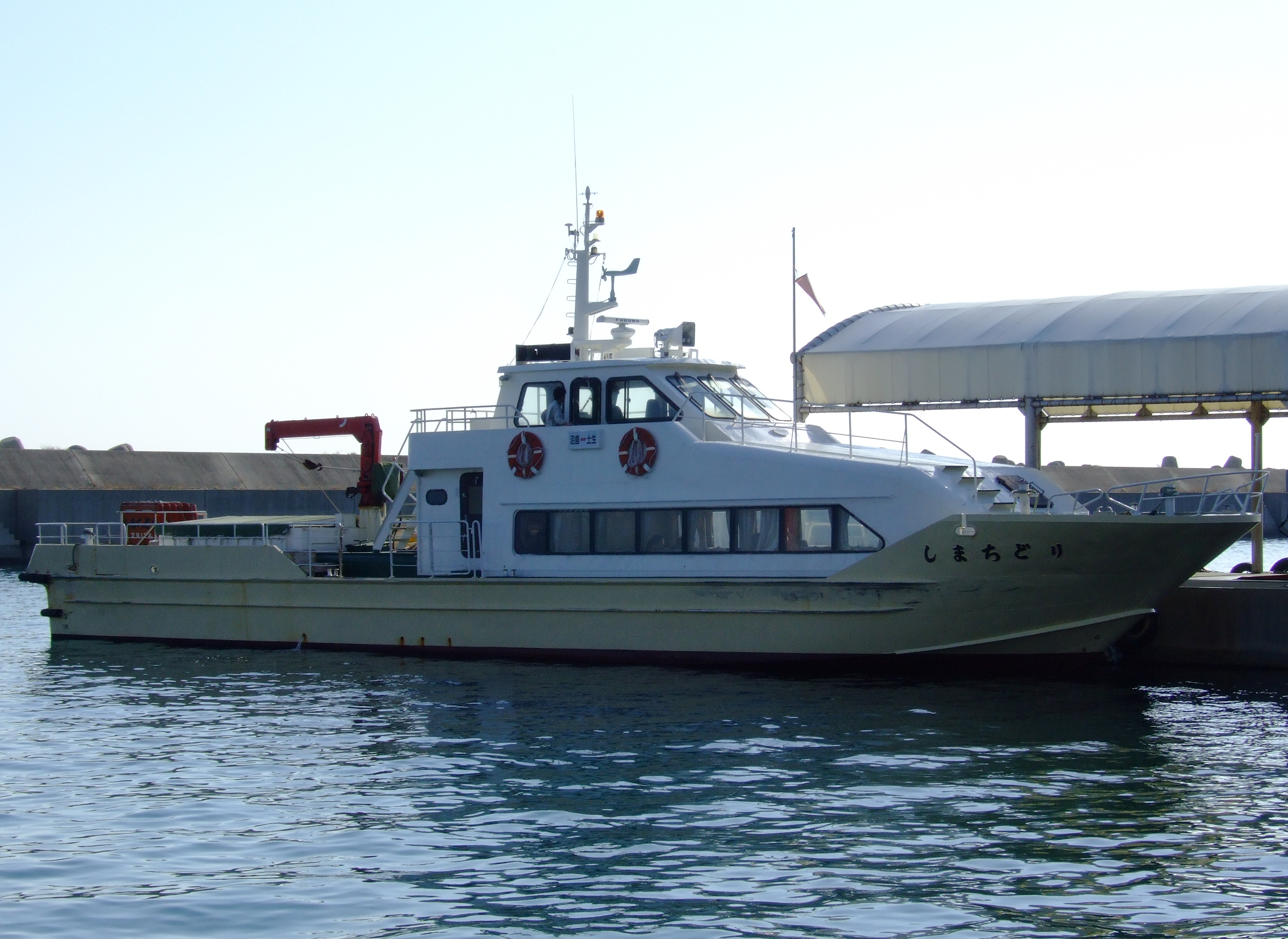
しまちどり (2代)

- 第六千鳥丸[4]

1954年4月進水、個人船主所有、木造
26.2総トン、ディーゼル1基、機関出力50ps、航海速力8ノット、旅客定員42名
福良航路に就航。貨客船
- 若島丸 (初代)[4]

1960年11月進水、個人船主所有、木造
4.5総トン、ディーゼル1基、機関出力35ps、航海速力7.5ノット、旅客定員28名
灘航路に就航。客船
- 第三はらだ丸[4]

1961年5月進水、南淡汽船所有
37.2総トン、ディーゼル1基、機関出力120ps、航海速力9ノット、旅客定員110名→66名
洲本航路に就航。貨客船
上記3隻は会社発足時に従来の事業者から継承、用船の上運航された。
- 若島丸 (2代)[5]

1975年10月進水、個人船主所有、木造
6.85総トン、ディーゼル1基、機関出力39ps、航海速力9.00ノット、旅客定員51名
灘航路に就航。客船
- しまちどり (初代)[6]

1982年4月8日竣工、寺岡造船建造、船舶整備公団共有
48.67総トン、全長20.60m、型幅4.5m、型深さ1.9m、ディーゼル1基、機関出力400ps、航海速力12.5ノット、旅客定員47名
福良航路に就航。貨客船
- しまかぜ (初代)[7]

1988年4月18日竣工、増井造船所建造、運輸施設整備事業団共有
46総トン、登録長23.49m、型幅5.11m、型深さ2.30m、ディーゼル2基2軸、機関出力2,700ps、航海速力17.8ノット、旅客定員66名
- しまちどり (2代)[7]

1998年3月竣工、増井造船所建造、新「しまちどり」の就航により売却
49総トン、登録長23.49m、型幅5.10m、型深さ2.32m、ディーゼル2基、機関出力1,540ps、旅客定員66名